# リチャード・ボイル (庶民院議員)
リチャード・ボイル（英語: Richard Boyle FRS、1640年代 – 1665年6月3日）は、アイルランド庶民院議員、王立協会フェロー。

## 生涯
第2代コーク伯爵リチャード・ボイルの息子として生まれた。
1656年11月25日、オックスフォード大学クライスト・チャーチに入学した。
1661年、コーク・カウンティ選挙区で当選してアイルランド庶民院議員になった。
1663年5月20日、最初の王立協会フェローの1人に選出された。
対ネーデルラント連邦共和国の戦争（第二次英蘭戦争）に志願兵として従軍したが、1665年6月3日のローストフトの海戦で戦死した。